# 杉田和博
杉田 和博（すぎた かずひろ、1941年〈昭和16年〉4月22日 - ）は、日本の警察官僚。神奈川県警察本部長、内閣情報調査室長、内閣情報官、内閣危機管理監、内閣官房副長官兼内閣人事局長なども歴任した。

## 人物
埼玉県出身。埼玉県立浦和高等学校卒業、東京大学法学部卒業。地下鉄サリン事件、國松孝次警察庁長官狙撃事件、在ペルー日本大使公邸占拠事件当時の警察庁警備局長。性格は温和で、高い調整能力で知られる一方、「諜報のプロ」と呼ばれるなど「危機管理には通じているが、社会福祉や経済といった国民生活全体を見渡す視野の広さに欠けている」との評価もある。警察ではほぼ一貫して警備・公安畑を歩み、警備局長を経て内閣官房にて内閣情報調査室長、内閣情報官、内閣危機管理監として政権中枢で公安と危機管理を担った。
2012年12月26日、第2次安倍内閣において内閣官房副長官に就任。第2次安倍政権発足時から2021年まで約9年間にわたり政府の事務方トップを務めている。
2017年8月内閣人事局長に就任。内閣人事局長はそれまで国会議員である政務担当の副長官が就任していたポストであるが、事務方トップである事務担当の副長官が就任するのは初めてである。
2021年7月25日、官房副長官の在職日数が3134日となり村山内閣から小泉内閣にかけて官房副長官を務めた古川貞二郎を抜いて歴代最長となった。同年10月4日に退任するまで、官房副長官の在職日数は3205日間となった。

## 略歴
- 1966年3月 - 東京大学法学部卒業[1]
- 1966年4月 - 警察庁入庁[1]
- 1967年 - 警察庁警務局人事課[8]
- 1973年5月 - 警視庁本富士警察署長[9]
- 1974年 - 警視庁警務部教養課長[9]
- 1977年 - 外務省在フランス日本国大使館一等書記官
- 1980年 - 警察庁警備局外事課理事官
- 1981年 - 警視庁警備部警備第一課長
- 1982年11月 - 内閣官房長官秘書官事務取扱[1]
- 1985年4月 - 警視庁第一方面本部長[1]
- 1986年8月 - 鳥取県警察本部長[1]
- 1988年 - 警察庁警備局外事課長
- 1989年 - 警察庁警備局公安第一課長
- 1991年 - 警察庁警務局人事課長
- 1992年 - 警察庁長官官房総務審議官
- 1993年3月 - 神奈川県警察本部長[1]
- 1994年10月 - 警察庁警備局長[1]
- 1997年4月 - 内閣官房内閣情報調査室長[1]
- 2001年1月 - 内閣情報官（初代）[1]
- 2001年4月 - 内閣危機管理監[1]
- 2004年1月 - 退官[10]
- 2005年7月 - 財団法人世界政経調査会会長
- 2012年12月26日 - 内閣官房副長官（事務担当）[11]
- 2017年8月3日 - 内閣人事局長兼務[12]
- 2021年10月4日 - 退任
- 2021年11月1日 - 東海旅客鉄道顧問
- 2022年4月29日 - 旭日大綬章受章[13][14]

## 内閣官房副長官として
事務担当の内閣官房副長官は次官連絡会議を運営するなど各省間の調整を主な職務であるが、省庁の垣根を超えた特命案件のほか、各省庁の幹部の動向に睨みを利かせているとされる。
- ドローンの規制に関する関係府省庁連絡会議を官邸に設けて、産業創出につながる利用促進と、安心・安全を確保する規制をすすめた[15]。
- 文部科学事務次官であった前川喜平が、官邸に呼び出され「新宿の出会い系バー」に出入りしていることを問い詰められたと語っている[16]。
- 国が当事者となる訴訟を未然に防ぐために法務省が関係省庁の法律相談に乗る「予防司法支援制度」の一層活用を指示[17]。
- 日本学術会議会員の任命問題で、会議側との事前協議で重要な役割を担い、人事介入が疑われた[2][18][19]。
- 2020年東京オリンピック・パラリンピックの延期を受け、2020年9月設置された「東京オリンピック・パラリンピック競技大会における新型コロナウイルス感染症対策調整会議」[20]の議長を務める[21]。
- 2021年5月 政府が東京と大阪に設けた新型コロナウイルスワクチンの自衛隊大規模接種センターの準備に、各省庁の職員で編成される特命チームを指揮したといわれる[22]。

## 役職
- 財団法人世界政経調査会理事（会長）
- 東海旅客鉄道株式会社顧問

## 脚註
1. 1 2 3 4 5 6 7 8 9 10 11 12  “内閣危機管理監”.  内閣官房 (2003年). 2012年12月26日閲覧。
2. 1 2 3  “時に妖怪、時に好々爺…在職新記録迫る80歳の「官邸の守護神」”. 西日本新聞me (2021年6月24日). 2021年6月24日閲覧。
3. ↑  “官邸内人事めぐる「警察vs外務」勢力争い”. PRESIDENT Online.  プレジデント社 (2014年5月3日). 2014年5月14日閲覧。
4. ↑  “安倍首相就任会見でハプニング 官房副長官が突然倒れる”. J-CASTニュース. (2012年12月27日) 2016年3月30日閲覧。
5. ↑  “事務方トップとして８年、省庁人事に強い影響力　杉田官房副長官”.  東京新聞 (2020年10月14日). 2021年4月23日閲覧。
6. ↑  “内閣人事局長に官僚トップ起用　官房長官「杉田氏は適任」”.  日本経済新聞 (2017年8月5日). 2017年8月5日閲覧。
7. ↑  “杉田官房副長官、在職最長に　３１３４日、古川氏抜く”. jiji.com（時事通信社）. (2021年7月25日)
8. ↑  『日本の官界名鑑』1981年発行、353頁
9. 1 2  『日本官僚制総合事典』東京大学出版会、2001年11月発行、105頁
10. ↑  “内閣官房副長官 杉田 和博 (すぎた かずひろ)”.  首相官邸. 2020年12月16日閲覧。
11. ↑  “官房副長官に杉田元危機管理監”. 時事ドットコム. 時事通信. (2012年12月26日).  オリジナルの2013年4月26日時点におけるアーカイブ。 2012年12月26日閲覧。
12. ↑  “内閣人事局長に杉田氏 事務副長官で初”. 日本経済新聞. (2017年8月3日) 2017年8月3日閲覧。
13. ↑  “春の叙勲 桃井かおりらに旭日小綬章 田中真紀子元外相夫妻には旭日大綬章”. 日刊スポーツ. (2022年4月29日) 2022年4月29日閲覧。
14. ↑  『官報』号外第97号、令和4年5月2日
15. ↑  “政府が考えるドローンの「利便性」と「安全性」の着地点”. newswitch. (2015年8月28日) 2015年8月28日閲覧。{{cite news}}:  CS1メンテナンス: 先頭の0を省略したymd形式の日付 (カテゴリ)
16. ↑  “これが本当なら「現代の特高」…前川元次官が語る告発ノベル「官邸ポリス」のリアル”. 毎日新聞. (2019年6月20日) 2019年6月20日閲覧。{{cite news}}:  CS1メンテナンス: 先頭の0を省略したymd形式の日付 (カテゴリ)
17. ↑  “予防司法支援、相談1006件　18年6月末”. 日本経済新聞. (2018年7月18日) 2018年7月18日閲覧。{{cite news}}:  CS1メンテナンス: 先頭の0を省略したymd形式の日付 (カテゴリ)
18. ↑  “内部文書開示 「外すべき者（副長官から）」下は黒塗り：朝日新聞デジタル”. 朝日新聞デジタル. 2021年6月24日閲覧。
19. ↑  森功 (2020年10月18日). “菅首相は学術会議問題を「官僚のせい」に…“6人任命拒否”のキーマンはこの人物！”.  文春オンライン. 2021年9月13日閲覧。
20. ↑  “東京オリンピック・パラリンピック競技大会における新型コロナウイルス感染症対策調整会議”.   首相官邸. 2021年6月24日閲覧。
21. ↑  “東京オリンピック「コロナ対策会議」トップに杉田官房副長官 9月4日にも初会合”. 毎日新聞. 2021年6月24日閲覧。
22. ↑  “大規模ワクチン接種「特命チーム」、水面下で準備　自衛隊が異例のオペレーション”. 産経新聞. (2021年5月16日) 2021年5月16日閲覧。{{cite news}}:  CS1メンテナンス: 先頭の0を省略したymd形式の日付 (カテゴリ)